# Egmont (nakladatelství)
Nakladatelství Egmont ČR vzniklo v roce 1990 se sídlem nejprve v Hellichově, poté v Revoluční ulici v Praze 1. Později sídlilo v Praze 10, v Žirovnické ulici.
Společnost Egmont je dánská mediální společnost, založená roku 1878 s pobočkami v dalších zemích, které překládají společnou produkci. Mateřská společnost sídlí v Kodani a je přední mediální skupinou ve Skandinávii. První vydanou knihou v Československu byly Veselé Vánoce Walta Disneye.
Kromě knih vydává okolo deseti časopisů pro děti a mládež, včetně sportovních, např. Kačer Donald, Medvídek Pú, Tom a Jerry, Barbie, Pro Football, Pro Hockey.
V současnosti[kdy?] patří nakladatelství Egmont ČR do velkého nakladatelského domu Albatros Media a.s.
Mezi edice a série vydávané nakladatelstvím patří novelizace Star Wars, Asterix, Disney, Pixar, každoroční publikace Fotbalové hvězdy a Hvězdy NHL, Hraničářův učeň, Marvel, průvodce hrou Minecraft, Spongebob nebo Top Gear.
Od roku 2011 je šéfredaktorem Egmontu Stanislav Kadlec.